# Municipio de Washington (condado de Lucas, Ohio)
El municipio de Washington (en inglés: Washington Township) es un municipio ubicado en el condado de Lucas en el estado estadounidense de Ohio. En el año 2010 tenía una población de 3278 habitantes y una densidad poblacional de 190,32 personas por km².

## Geografía
El municipio de Washington se encuentra ubicado en las coordenadas 41°43′5″N 83°25′57″O / 41.71806, -83.43250. Según la Oficina del Censo de los Estados Unidos, el municipio tiene una superficie total de 17.22 km², de la cual 2,41 km² corresponden a tierra firme y (85,98 %) 14,81 km² es agua.

## Demografía
Según el censo de 2010, había 3278 personas residiendo en el municipio de Washington. La densidad de población era de 190,32 hab./km². De los 3278 habitantes, el municipio de Washington estaba compuesto por el 94,17 % blancos, el 1,37 % eran afroamericanos, el 0,76 % eran amerindios, el 0,34 % eran asiáticos, el 1,74 % eran de otras razas y el 1,62 % eran de una mezcla de razas. Del total de la población el 4,51 % eran hispanos o latinos de cualquier raza.